# Claryville
Claryville és una concentració de població designada pel cens dels Estats Units a l'estat de Kentucky. Segons el cens del 2000 tenia 2.588 habitants.

## Demografia
Segons el cens del 2000, Claryville tenia 2.588 habitants, 942 habitatges, i 725 famílies. La densitat de població era de 143,4 habitants/km².
Dels 942 habitatges en un 38,2% hi vivien nens de menys de 18 anys, en un 63,4% hi vivien parelles casades, en un 9,4% dones solteres, i en un 23% no eren unitats familiars. En el 18,8% dels habitatges hi vivien persones soles el 4,7% de les quals corresponia a persones de 65 anys o més que vivien soles. El nombre mitjà de persones vivint en cada habitatge era de 2,75 i el nombre mitjà de persones que vivien en cada família era de 3,14.
Per edats la població es repartia de la següent manera: un 26,2% tenia menys de 18 anys, un 11,1% entre 18 i 24, un 30,4% entre 25 i 44, un 23,6% de 45 a 60 i un 8,7% 65 anys o més.
L'edat mediana era de 35 anys. Per cada 100 dones de 18 o més anys hi havia 97 homes.
La renda mediana per habitatge era de 49.231 $ i la renda mediana per família de 52.083 $. Els homes tenien una renda mediana de 39.150 $ mentre que les dones 27.500 $. La renda per capita de la població era de 21.367 $. Entorn del 3,7% de les famílies i el 4,6% de la població estaven per davall del llindar de pobresa.

## Poblacions més properes
El següent diagrama mostra les poblacions més properes.